# Pseudanthias pleurotaenia
Pseudanthias pleurotaenia är en fiskart som först beskrevs av Bleeker, 1857.  Pseudanthias pleurotaenia ingår i släktet Pseudanthias och familjen havsabborrfiskar. IUCN kategoriserar arten globalt som livskraftig. Inga underarter finns listade i Catalogue of Life.